# Matthew White (contreténor)
Pour les articles homonymes, voir Matthew White (homonymie) et White.
Matthew White, né en 1973 à Ottawa, dans la province de l'Ontario, est un contreténor canadien.

## Biographie
Il fait des études supérieures à l'Université McGill de Montréal, où il obtient un diplômé en littérature anglaise. Encore jeune garçon, il chante comme soprano dans un chœur de sa ville natale. Il étudie ensuite le chant avec Jan Simons à Montréal. 
Contreténor, il chante au Canada et aux États-Unis, notamment au New York City Opera, au Houston Grand Opera et au Boston Early Music Festival, ainsi qu'en Angleterre au Festival de Glyndebourne et aux Pays-Bas au Utrecht Early Music Festival. En 2005, le premier enregistrement mondial de l'opéra Ariadne de Johann Georg Conradi (de) (1645-1699), précédemment monté à Boston, et où Matthew White chante deux rôles, est nommé aux Grammy Awards pour le meilleur enregistrement d'opéra de l'année. 
Soliste fort prisé dans l'oratorio et au concert, Matthew White se spécialise dans la musique baroque. Il a chanté avec l'ensemble néerlandais Collegium Vocale Gent, les ensembles français Le Parlement de musique et le Concert Spirituel, le Bach Collegium Japan, le Tafelmusik de Toronto, la Société Handel-et-Haydn de Boston, ainsi qu'avec Les Violons du Roy, Les Voix Humaines et Arion Orchestre Baroque de Montréal. En décembre 2010, il chante dans Le Messie de Haendel avec Boston Baroque (en), sous la direction de Martin Pearlman. Il est également le directeur musical et soliste de l'ensemble Les Voix Baroques de Montréal avec qui il tourne beaucoup. 
Matthew White enregistre pour les labels Channel Classics Records, Naxos, Harmonia Mundi, Analekta et ATMA Classique. Elegeia, son enregistrement solo avec l'ensemble Les Voix Baroques remporte en 2004 un Cannes Classical Award dans la catégorie meilleur nouvel enregistrement solo de musique ancienne.